# یلگیلدینو
یلگیلدینو (انگلیسی: Yelgildino) یک شهرک در شهرستان سالاواتسکی استان باشقیرستان کشور روسیه است.